# اچ‌ام‌ای‌اس ومپیایر (دی۱۱)
اچ‌ام‌ای‌اس ومپیایر (دی۱۱) (به انگلیسی: HMAS Vampire (D11)) یک کشتی است که طول آن ۳۸۸ فوت ۱۱٫۵ اینچ (۱۱۸٫۶ متر) می‌باشد. این کشتی در سال ۱۹۵۶ ساخته شد.